# Lienden
Pour les articles homonymes, voir Lienden (homonymie).
Lienden est un village appartenant à la commune néerlandaise de Buren. Le 1er janvier 2006, le village comptait 6 230 habitants.

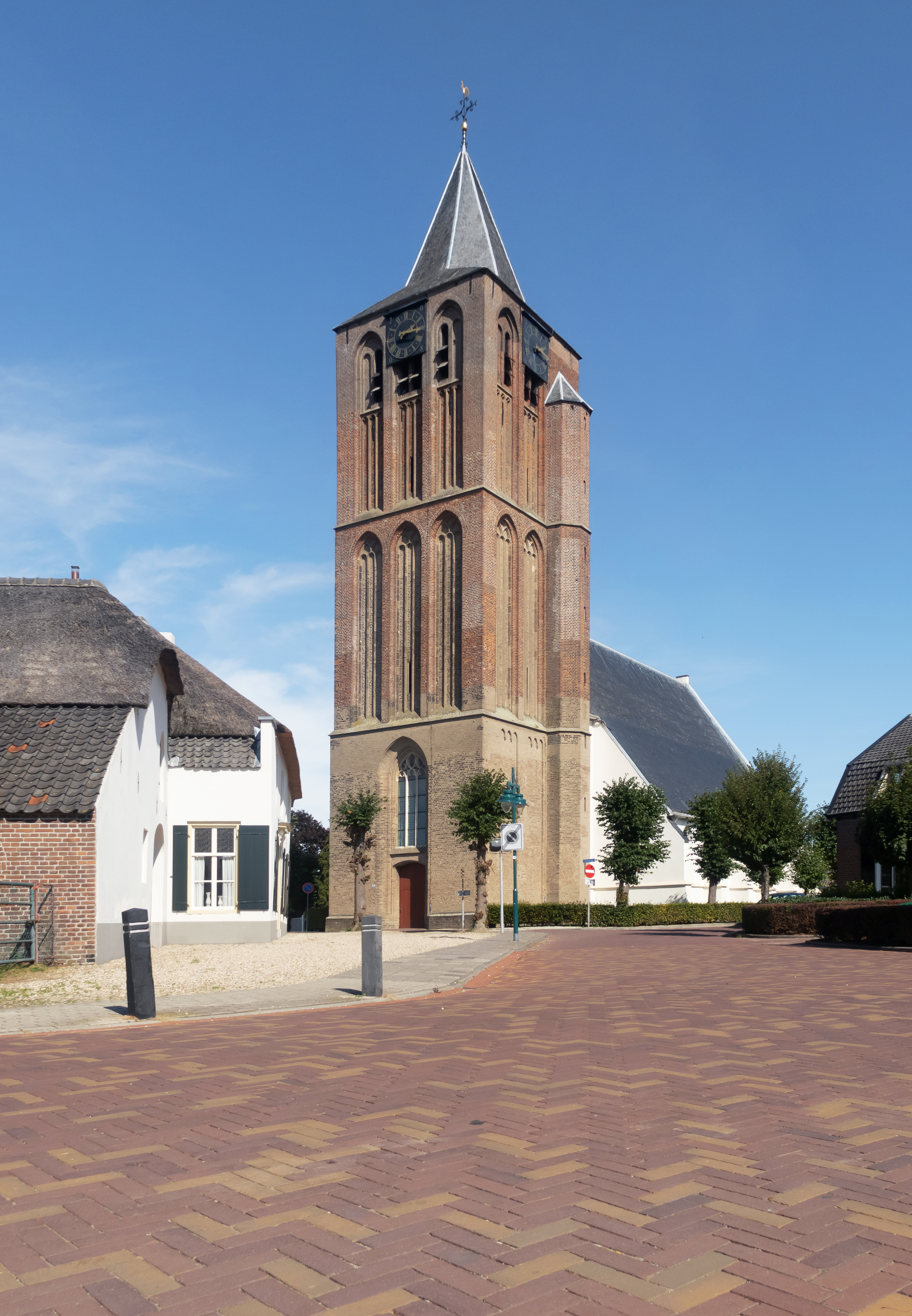
L'église: de Maagd Maria

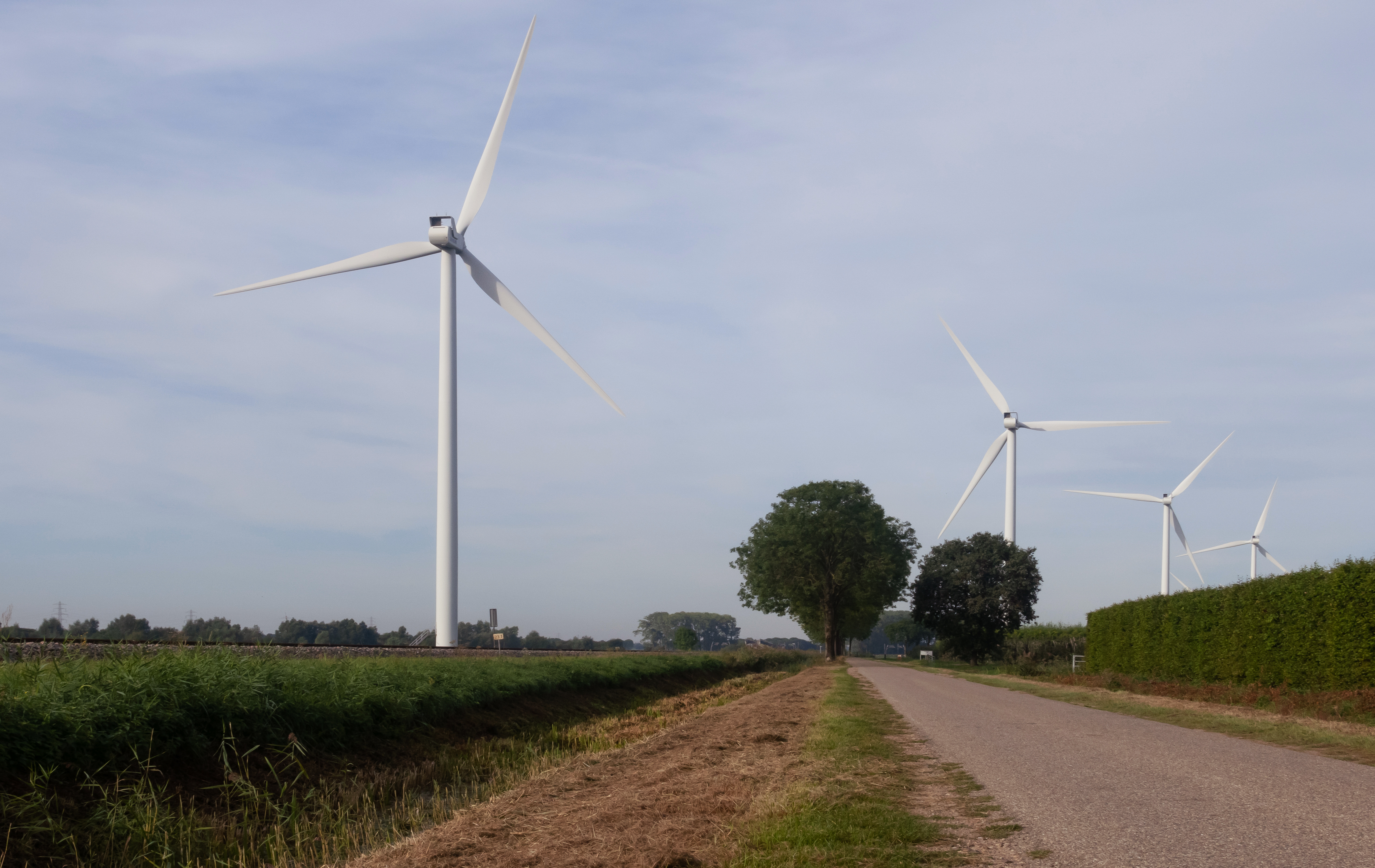
Le parc éolien près du Zilverlandseweg

## Histoire

### Moyen-Âge
Au Moyen Âge, l'histoire de Lienden a été étroitement liée à la famille noble des Van Lynden. Le plus ancien membre connu de cette famille, Steven Van Lynden, est mentionné en 1307 et était alors possesseur de biens à Lienden. Un autre nom de cette époque et de la même famille est Dirck III van Lynden (<1285-1368), seigneur de Lynden, Leede, Oldenweert, Ommeren & Aalst. Il était le premier Échanson (Erfschenk) du duché de Gueldre et un membre de la cour de l'empereur Albert Ier. Il est connu dans la région pour ses escarmouches vers 1319 avec l'évêque d'Utrecht, Gui d'Avesnes. Le Tollenburg, situé à De Mars sur le Vieux Rhin (en néerl. Oude Rijn), construit par l'évêque, quelques années plus tôt, a été détruit. Le Tollenburg (nl) était proche du château de Dirck van Lynden, Huis Ter Lede. Cette famille Van Lynden tire son nom de l'endroit, et non l'inverse.